# 新井馨
新井 馨（あらい かおる、1927年（昭和2年）7月2日 - 2016年（平成28年）7月26日）は、昭和から平成時代前期の政治家。埼玉県北本市長。

## 経歴
のちの埼玉県北本市出身。石戸国民学校（現北本市立石戸小学校）卒業。北本市収入役、助役を務め、1987年（昭和62年）北本市長に当選した。
2016年（平成28年）7月26日、横行結腸がんのため死去した。